# Euryopicoris
Euryopicoris is een geslacht van wantsen uit de familie van de Miridae (Blindwantsen). Het geslacht werd voor het eerst wetenschappelijk beschreven door Odo Reuter in 1875.

## Soorten
Het genus bevat de volgende soorten:

- Euryopicoris fennicus Wagner, 1954
- Euryopicoris nitidus (Meyer-Dür, 1843)
- Euryopicoris peruianus